# Windsor Hotel Taichung
Le Windsor Hotel Taichung  est un ensemble de gratte-ciels construits en 2005 à Taichung dans le centre de l’île de Taïwan. 
L'ensemble est composé de deux tours ;
- Windsor Hotel A, 92 m, 23 étages, qui abrite un hôtel
- Windsor Hotel B, 104 m, 26 étages,  qui abrite des bureaux